# 1811 в Україні

## Події
- Подільська пожежа

## Особи

### Народились
- 3 березня, Могильницький Антін Любич (1811—1873) — український письменник, громадський і політичний діяч, греко-католицький священик, декан богородчанський УГКЦ.
- 11 березня, Станіслав Костянтин Петруський (1811—1874) — галицький вчений-природознавець.
- 16 травня, Білинський Іван Григорович (1811—1882) — український фольклорист.
- 9 червня, Шевченко Микита Григорович (1811 — бл. 1870) — старший брат Тараса Шевченка.
- 10 червня, Федорович Іван Андрійович (1811—1870) — письменник-мораліст, філософ, правник, громадський діяч в Галичині.
- 2 вересня, Вагилевич Іван Миколайович (1811—1866) — священик УГКЦ, український поет, філолог, фольклорист, етнограф, громадський діяч. Один з авторів альманаху «Русалка Дністровая».
- 6 листопада, Шашкевич Маркіян Семенович (1811—1843) — західноукраїнський (галицький) пророк («Будитель»), письменник, поет, духовний просвітитель, натхненник національного пробудження Галичини.
- 17 листопада, Іванишев Микола Дмитрович (1811—1874) — російський правознавець, доктор російського законознавства, заслужений ординарний професор, почесний член Київського університету.
- 30 листопада, Александру Гиждеу (1811—1872) — молдовський письменник і вчений-історик, почесний член Румунської Академії наук.
- 7 грудня, Устиянович Микола Леонтійович (1811—1885) — український письменник і громадський діяч, священик УГКЦ.
- 15 грудня, Ян Чайковський (адвокат) (1811—1897) — львівський адвокат, президент Палати адвокатів, президент Галицького музичного товариства.
- Антонович Платон Олександрович — генерал-лейтенант РІА, учасник Кавказької війни.
- Варвинський Йосип Васильович (1811—1878) — лікар-терапевт, професор.
- Костенецький Яків Іванович (1811—1885) — літератор, правознавець, громадський діяч.
- Кочерга Дмитро (1811 — ?) — кобзар.
- Томаш Август Олізаровський (1811—1879) — польський письменник, представник так званої української школи в польській літературі.
- Генрик Сухецький (1811—1872) — польський філолог, педагог, автор підручників, професор Карлового та Ягеллонського університетів.
- Феодосій (Шаповаленко) (1811—1883) — український церковний діяч, педагог, поборник освіти для жінок, ректор Волинської семінарії та Полтавської духовної семінарії, ректор Воронезької духовної семінарії — в Московії.

### Померли
- 26 березня, Рижський Іван Степанович (1756—1811) — філософ, логік і мовознавець, колезький радник, перший ректор Харківського університету.
- 27 березня, Шафонський Опанас Филимонович (1740—1811) — український лікар, історик, громадський діяч, один із засновників епідеміології в Російської імперії.
- 4 травня, Каменський Микола Михайлович (1776—1811) — російський військовий діяч, генерал від інфантерії.
- 15 липня, Флоріян (Корсак) (1749—1811) — єпископ Української Греко-Католицької Церкви; з 29 листопада 1804 року — єпископ-помічник Луцької єпархії.
- 20 жовтня, Платон (Любарський) (1738—1811) — єпископ Відомства православного сповідання Російської імперії, єпископ Тамбовський та Пензенський, архієпископ Астраханський та Кавказький, в Україні — архієпископ Катеринославський, Херсонський і Таврійський.
- Іщенко Олексій Тимофійович (1750—1811) — золотар 18 — початку 19 століть, працював у Києві на Подолі.
- Гершеле Острополер (1757—1811) — історична особа, єврей з Острополя, що уславився своїми витівками і влучними відповідями.

## Засновані, створені
- Коломийський округ
- Gazeta Lwowska
- Бурса (корпус НаУКМА)
- Вулиця Дерибасівська
- Кругла площа (Полтава)
- Монумент Слави (Полтава)
- Бережанська ратуша
- Долинська гімназія № 1
- Феодосійський музей старожитностей
- Філотехнічне товариство
- Чернівецький медичний коледж
- Вознесенська церква (Люботин)
- Троїцька церква (Браїлівка)
- Церква Воскресіння Христового (Кальне)
- Церква святого архістратига Михаїла (Малий Ходачків)
- Кам'янка (Ізмаїльський район)
- Козолугівка
- Щитинь